# Цыплаков, Виктор Григорьевич
Виктор Григорьевич Цыплако́в (19 марта [1 апреля] 1915, Бурминка, Рязанский округ — 8 июня 1986, Москва) — советский живописец, педагог, профессор.
Член-корреспондент АХ СССР (1967). Народный художник РСФСР (1975). Лауреат Сталинской премии второй степени (1950).

## Биография
Родился в 1915 году в семье кузнеца в селе Бурминка (ныне в Александро-Невском районе Рязанской области).
В 1942 году окончил МГАХИ имени В. И. Сурикова, где учился у И. Э. Грабаря, С. В. Герасимова, В. В. Почиталова, Г. М. Шегаля.
В 1957 году был назначен руководителем персональной мастерской МГАХИ имени В. И. Сурикова. С 1962 года — профессор. Член-корреспондент АХ СССР (1967). Среди его учеников имеется ряд известных художников, например, Заслуженный деятель искусств РСФСР В. Н. Забелин, народные художники России В. Б. Таутиев, Н. Н. Соломин и А. Н. Суховецкий, заслуженный художник России В. Г. Кубарев, заслуженный художник Республики Башкортостан Р. С. Хабиров.
В 1985 году в честь 70-летия Цыплакова были организованы в Академии художеств СССР персональная выставка и юбилейный вечер.
Умер 8 июня 1986 года в Москве. Похоронен на Ваганьковском кладбище (19 уч.).

## Творчество
Известность Цыплакову принесли его работы «Горький на Волге» (1945), «В. И. Ленин» (1947), «Допрос Зои Космодемьянской» (1945). Он был одним из немногих художников, которому было разрешено делать зарисовки похорон И. В. Сталина в 1953 году.
Персональные выставки Виктора Цыплакова проходили в 1956, 1986, 2007 и 2016 годах в Москве. Его работы хранятся в Третьяковской галерее, Русском Музее, а также крупнейших музеях бывшего СССР.

## Звания и награды
- народный художник РСФСР (1975)
- Сталинская премия второй степени (1950) — за картину «Передовые люди Москвы в Кремле» и серию картин «Знатные люди Москвы» (с соавторами)